# Steins þáttr Skaftasonar
Steins þáttr Skaftasonar es una historia corta islandesa (þáttr). La trama trata sobre el islandés Steinn Skaftason, hijo del lagman Skapti Þóroddsson, en la corte noble de Olaf II el Santo. Se escribió a finales del siglo XIII o principios del XIV y se conserva en el manuscrito Flateyjarbók.
Steinn debía la vida a una anterior buena acción por la que se ganó la amistad duradera de Ragnhildr Erlingsdóttir y el þáttr introduce esta información como una rara regresión en la mitad del argumento central. Tal regresión parece intencionada con el fin de mantener en vilo al lector: Steinn sembró bondad y cosechó amistad y apoyos. La obra no está exenta del efecto «bola de nieve» tan típico de las sagas nórdicas.